# Saint-Christophe (Charente Marítimo)
 Saint-Christophe  es una población y comuna francesa, situada en la región de Poitou-Charentes, departamento de Charente Marítimo, en el distrito de La Rochelle y cantón de La Jarrie.

## Demografía
| 579 | 575 | 626 | 766 | 827 | 916 |
| Para los censos de 1962 a 1999 la población legal corresponde a la población sin duplicidades (Fuente: INSEE [Consultar]) |     |     |     |     |     |